# Рогожарски ИК-3

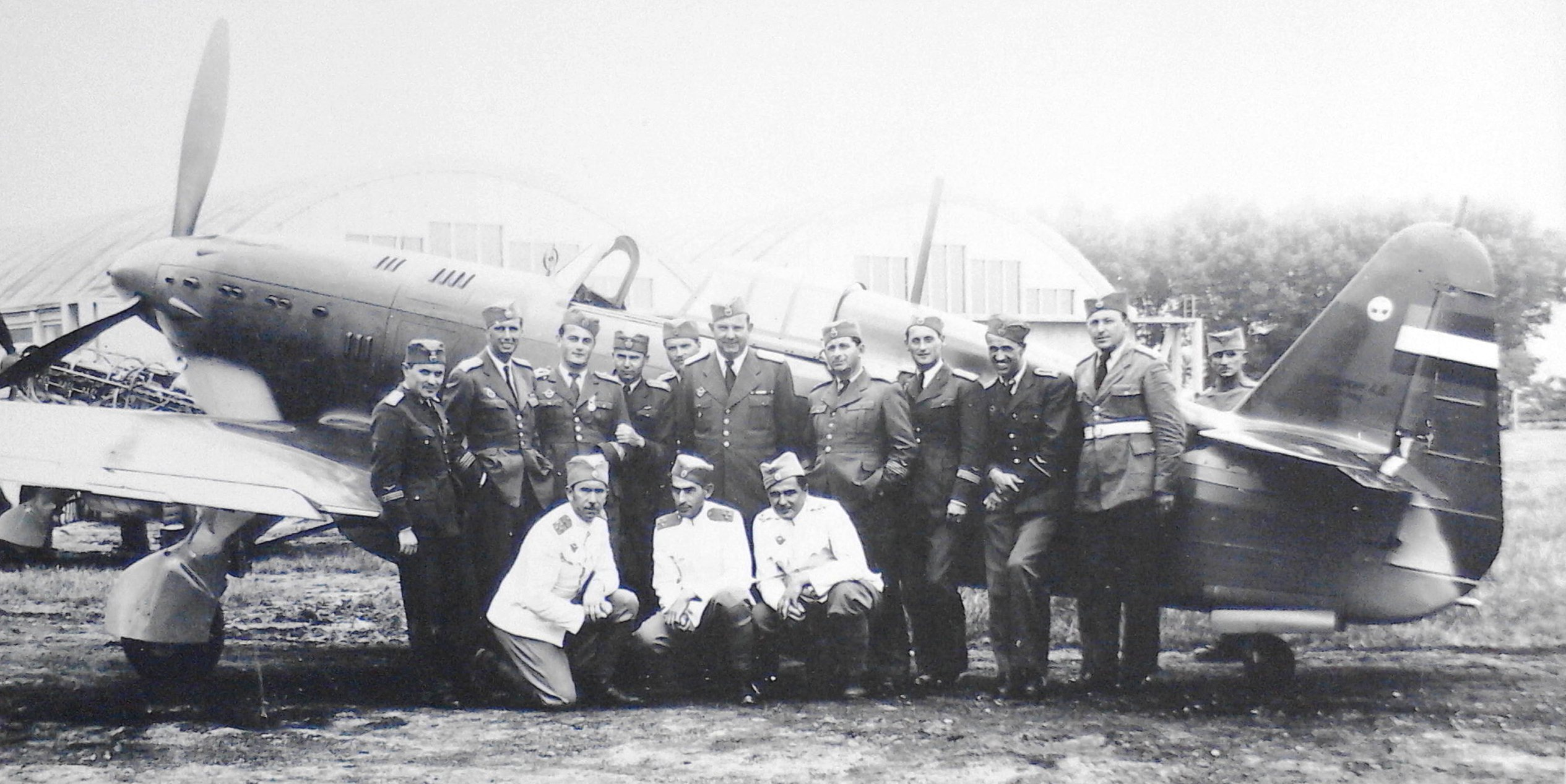
Пилоты 51-й группы 6-го истребительного полка перед самолётом ИК-3, 1940 год

Рогожарски ИК-3 — югославский истребитель периода Второй мировой войны. Спроектирован группой конструкторов под руководствам Л. Илича и К. Сивчева. Первый полет опытный самолёт совершил 14 апреля 1938 года. Выпуск малой серии на заводе Рогожарски, в Белграде, начат в 1940 году. К моменту нападения немцев на Королевство Югославия в апреле 1941 года, вместе с опытным самолётом выпущено 13 экземпляров.
Самолёт представлял собой одноместный моноплан смешанной конструкции с закрытой кабиной и убирающимся шасси с хвостовым колесом.

## Лётно-технические характеристики
Технические характеристики
- Экипаж: 1 чел.
- Длина: 8,00 м
- Размах крыла: 10,30 м
- Высота: 3,25 м
- Площадь крыла: 16,50 м²
- Масса пустого: 2068 кг
- Нормальная взлётная масса: 2630 кг
- Силовая установка: 1 × ПД Hispano-Suiza 12Y-29
- Мощность двигателей: 1 × 890 л. с. (1 × 686 кВт)

Лётные характеристики
- Максимальная скорость: 526 км/ч
- Крейсерская скорость: 400 км/ч
- Практическая дальность: 725 км
- Практический потолок: 8000 м
- Нагрузка на крыло: 159,4 кг/м²

Вооружение
- Стрелково-пушечное: одна 20-мм пушка «Эрликон» и два 7,92-мм пулемета «Браунинг» (2 х 500 патронов)